# 滝田学
滝田 学（たきた まなぶ, 1986年7月26日 - ）は、東京都出身のフットサル選手。フットサル日本代表。ポジションはフィクソ。

## 経歴

### クラブ
幼少時には野球をしていたが、衛星放送でキャプテン翼が始まったのをきっかけに幼稚園の時にサッカーを始めた。小学校1年時にはJリーグが開幕。宿河原FCではフォワードとしてプレーし、小学5年時には川崎市多摩区選抜に選ばれている。サッカーと並行して小学4年時にフットサルスクールに通いだし、桐朋中学校・高等学校に進学すると、桐朋中学校サッカー部に在籍しながらガロジュニアユースで本格的にフットサルを行う。高校2年でサッカーから退いてフットサルに専念し、2004年の中央大学進学と同時期にガロのトップチームに昇格して関東フットサルリーグ初出場。大学2年時の2006年には府中アスレティックに移籍し、2006年度には関東リーグで準優勝、全日本選手権 PUMA CUPで準優勝。2007年にFリーグが発足すると、ペスカドーラ町田に移籍。2009年にはFリーグ2位。
2015年8月8日のフウガドールすみだ戦でFリーグ通算200試合出場を達成した。Fリーグ通算16人目。
2020年1月、スペイン・プリメーラ・ディビシオンのオ・パルロ・フェロルFSに移籍し、リーグ戦4試合と州のカップ戦に出場。
新型コロナウイルス流行によりリーグ戦が中断、再開が見込めないこと等から3月末に日本帰国。その後、4月14日に退団が発表。
2020年4月、バルドラール浦安に加入した。2021-22シーズン終了後、藤原潤とともに現役引退した。

### 日本代表
2009年にはミゲル・ロドリゴがフットサル日本代表監督に就任し、若手を積極的に起用するようになった。滝田も日本代表に初招集されて10月-11月のアジアインドアゲームズに出場した。2010年からコンスタントに日本代表に選出されている。2010年5月の2010 AFCフットサル選手権（開催地/ウズベキスタン）前のスペイン遠征では北原亘が骨折し、北原の代わりに滝田が本大会のメンバー入りした。
2012年5月に中国遠征参加。2012年の2012 AFCフットサル選手権（開催地/UAE）では決勝でタイを下して優勝。2012年の2012 FIFAフットサルワールドカップ（開催地/タイ）ではミゲル・ロドリゴ監督がJ2横浜FCの三浦知良を選出した煽りを受けてメンバーから落選。2012年までのミゲルジャパンは小宮山友祐と木暮賢一郎の2人がキャプテンを務めたが、2012年以後は主に滝田と星翔太がキャプテンを務めている。2014年の2014 AFCフットサル選手権（開催地/ベトナム）には星とともにキャプテンとして臨み、決勝でイランを下して優勝。

## 所属クラブ
サッカー歴
- 宿河原FC
- 1998年-2001年 桐朋中学校
- 2001年-2004年 桐朋高等学校

フットサル歴
- ガロ ジュニアユース
- ガロ ユース
- ガロ サテライト
- 2004年-2006年 ガロ（関東リーグ）
- 2006年-2007年 府中アスレティックフットボールクラブ（関東リーグ）
- 2007年-2019年 ペスカドーラ町田（Fリーグ）
- 2020年  オ・パルロ・フェロルFS
- 2020年-2022年 バルドラール浦安（Fリーグ）

## タイトル
日本代表
- AFCフットサル選手権
  - 2012、2014

## 代表歴
- フットサル日本代表
  - AFCフットサル選手権 : 2010、2012、2014
  - アジアインドアゲームズ : 2009

## 個人成績
| 国内大会個人成績 | 国内大会個人成績 | 国内大会個人成績 | 国内大会個人成績 | 国内大会個人成績 | 国内大会個人成績 | 国内大会個人成績 | 国内大会個人成績 | 国内大会個人成績 | 国内大会個人成績 | 国内大会個人成績 | 国内大会個人成績 |
| 年度             | クラブ           | 背番号           | リーグ           | リーグ戦         | リーグ戦         | リーグ杯         | リーグ杯         | オープン杯       | オープン杯       | 期間通算         | 期間通算         |
| 年度             | クラブ           | 背番号           | リーグ           | 出場             | 得点             | 出場             | 得点             | 出場             | 得点             | 出場             | 得点             |
| 日本             | 日本             | 日本             | 日本             | リーグ戦         | リーグ戦         | オーシャン杯     | オーシャン杯     | 全日本選手権     | 全日本選手権     | 期間通算         | 期間通算         |
| ---------------- | ---------------- | ---------------- | ---------------- | ---------------- | ---------------- | ---------------- | ---------------- | ---------------- | ---------------- | ---------------- | ---------------- |
| 2007-08          | 町田             | 8                | Fリーグ          | 21               | 5                |                  |                  |                  |                  |                  |                  |
| 2008-09          | 町田             | 8                | Fリーグ          | 14               | 0                |                  |                  |                  |                  |                  |                  |
| 2009-10          | 町田             | 8                | Fリーグ          | 23               | 5                |                  |                  |                  |                  |                  |                  |
| 2010-11          | 町田             | 8                | Fリーグ          | 20               | 2                |                  |                  |                  |                  |                  |                  |
| 2011-12          | 町田             | 8                | Fリーグ          | 24               | 5                |                  |                  |                  |                  |                  |                  |
| 2012-13          | 町田             | 8                | Fリーグ          | 24               | 5                |                  |                  |                  |                  |                  |                  |
| 2013-14          | 町田             | 8                | Fリーグ          | 31               | 0                |                  |                  |                  |                  |                  |                  |
| 2014-15          | 町田             | 8                | Fリーグ          | 27               | 4                |                  |                  |                  |                  |                  |                  |
| 2015-16          | 町田             | 8                | Fリーグ          | 31               | 11               |                  |                  |                  |                  |                  |                  |
| 2016-17          | 町田             | 8                | Fリーグ          | 33               | 9                |                  |                  |                  |                  |                  |                  |
| 2017-18          | 町田             | 8                | Fリーグ          | 13               | 2                |                  |                  |                  |                  |                  |                  |
| 2018-19          | 町田             | 8                | Fリーグ          | 30               | 3                |                  |                  |                  |                  |                  |                  |
| 2019-20          | 町田             | 8                | Fリーグ          |                  |                  |                  |                  |                  |                  |                  |                  |
| 2020-21          | 浦安             |                  | Fリーグ          |                  |                  |                  |                  |                  |                  |                  |                  |
| 2021-22          | 浦安             |                  | Fリーグ          |                  |                  |                  |                  |                  |                  |                  |                  |
| 通算             | 日本             | 日本             | Fリーグ          |                  |                  |                  |                  |                  |                  |                  |                  |
| 総通算           |                  |                  |                  |                  |                  |                  |                  |                  |                  |                  |                  |